# Jamelão
José Clementino Bispo dos Santos (Río de Janeiro, 12 de mayo de 1913 - Río de Janeiro, 14 de junio de 2008), más conocido por su nombre artístico Jamelão, fue un sambista brasileño considerado uno de los mejores cantantes de samba-enredo.

## Biografía
Nació en 1913 en Mangueira, un barrio pobre de Río de Janeiro. De muy joven empezó trabajando como limpiabotas o vendedor de periódicos. Por entonces se le llamaba Sarue.
Empezó tocando el tambor en las fiestas de carnavales de Río.
Fue el gran precursor de la Samba carioca.
Fue conocido por su temperamento malhumorado y sarcástico.
Sus grandes éxitos fueron Exaltación a Mangueira, Esos Mozos o Ella me lo dijo así.